# Mesotrosta unimacula
Mesotrosta unimacula är en fjärilsart som beskrevs av Leo Schwingenschuss. Mesotrosta unimacula ingår i släktet Mesotrosta och familjen nattflyn. Inga underarter finns listade i Catalogue of Life.